# 東源県
東源県（とうげんけん）は中華人民共和国広東省河源市に位置する県。

## 行政区画
下部に20鎮、1民族郷を管轄する
- 鎮
  - 仙塘鎮、灯塔鎮、駱湖鎮、船塘鎮、順天鎮、上莞鎮、曽田鎮、柳城鎮、義合鎮、藍口鎮、黄田鎮、葉潭鎮、黄村鎮、康禾鎮、錫場鎮、新港鎮、双江鎮、澗頭鎮、半江鎮、新回竜鎮
- 民族郷
  - 漳渓シェ族郷

## 交通

### 鉄道
- 贛深旅客専用線（中国語版）
  - 河源北駅

### 道路
- 高速道路
  -  長深高速道路
  -  汕昆高速道路
  -  竜河高速道路（中国語版）
  -  広竜高速道路（中国語版）
- 国道
  - G205国道（中国語版）